# Национальные системы высот в геодезии
Национальные системы высот в геодезии — принятые в разных странах стандарты для определения высоты точек на местности. Используются в любой проектной документации по строительству.

## Список национальных систем высот

### Балтийская система высот
Система высот, используемая в России с 1977 года по сегодняшний день. Отсчет высот ведется от нуля Кронштадтского футштока. Используется в России и ряде других стран СНГ.

### North American Datum(англ.North American Datum)
Система высот, используемая в Северной Америке. Применяется на территории США, Канады и Мексики. За свою историю уточнялась четыре раза. Последнее уточнение было завершено к 1991 году. Последняя версия этой системы получила название «North American Vertical Datum of 1988 (NAVD88)».
Различия в отметках между в WGS84 и NAVD88 на большей части США составляют порядка одного метра. В отличие от отметок в системе WGS84, отметки NAVD88 считаются постоянными, в то время как отметки в системе WGS84 могут меняться со скоростью 1-2 см в год.

### Ordnance Datum Newlyn(англ.Ordnance Datum Newlyn)
Система высот, используемая в Великобритании. За начало отсчета принят средний уровень воды в гавани Ньюлин с 1915 по 1921 год.

### Normalhöhennull(нем.Normalhöhennull)
Система высот, используемая в Германии с 1992 года. Отсчет высот ведется от отметки на церкви святого Александра в Валленхорсте.

### European Terrestrial Reference System 1989(итал.European Terrestrial Reference System 1989)
Система высот, используемая в Италии и ряде других европейских стран. Отсчет ведется по уровню высот Евразийской литосферной плиты.

### Amsterdam Ordnance Datum(англ.Amsterdam Ordnance Datum)
Система высот, принятая с 1879 в Нидерландах. Нулевой уровень высот — отметка в центре Амстердама на высоте 9 футов 5 дюймов над уровнем моря. Эта система высот послужила основой для Normalnull (англ. Normalnull) и используется до сих пор.

### Nivellement général de la France(фр.Nivellement général de la France)
Система высот принятая во Франции. На территории Франции используются две основные высотные системы: для континентальной Франции — NGF-IGN69 с началом отсчета в порту Марселя, для Корсики — NGF- IGN78, с началом отсчета в порту Аяччо. Кроме этого применяются одиннадцать систем для заморских территорий.

### Türkiye ulusal düşey kontrol ağı (TUDKA-99)(тур.Türkiye ulusal düşey kontrol ağı (TUDKA-99))
Система высот, принятая в Турции. За начало отсчета принят средний уровень Средиземного моря за период с 1936 по 1971, измеренный в районе Анталии.

## Общая историческая справка
Необходимость замера уровня моря существовала очень давно. За нуль принимали уровень моря относительно суши за длительный период наблюдений. По Амстердамскому футштоку вычисляются высоты и глубины Западной Европы. По Марсельскому футштоку ведут замер уровня Средиземного моря.
В России футшточную службу организовал Пётр I. Первый футшток появился в Петербурге в 1703 году. Замеры уровня моря были необходимы для молодого российского флота, — от уровня моря зависело плавание по мелководью Финского залива и устью Невы, а также строительство оборонительных сооружений на острове. На материке, на железнодорожной станции Ораниенбаум находится метка № 173. Результаты нивелировок, проводящиеся с 1880 года, показывают практическую неизменность высотного положения нуля Кронштадтского футштока.

## История по странам использовавшихся систем высот
- Голландия
- Россия: в 1840 году на граните были выбиты горизонтальные метки. Они были приняты за нулевую отметку уровня моря. От нуля Кронштадтского футштока с этого времени на всей территории России производятся измерения глубин и высот. Географические карты равняются на Кронштадтскую точку отсчёта. Даже расчёт космических орбит в Советском Союзе и позже России основывается на уровне небольшой черты медной таблички, прикреплённой к устою Синего моста Обводного канала в Кронштадте.
- Италия
- Франция
- США

## Недостатки использующихся систем высот
Балтийская система высот, зафиксировавшая в определенный год на нулевой отметке положение Кронштатского футштока, не отражает изменение высоты этого футштока в связи с опусканием или поднятием литосферной плиты под Кронштадтом.
WGS 84 зафиксировала центр масс Земли с точностью в 2 см, что является довольно грубым измерением. Однако это не так страшно, если учесть, что все точки земной поверхности будут смещены относительно центра масс Земли на одну и ту же величину. Таким образом, взаимных искажений координат пунктов в локальных геодезических сетях не произойдет.